# Rodrigo Béliz
Rodrigo Béliz (n. Buenos Aires, Argentina, 13 de enero de 1988). Es un futbolista argentino. Es delantero y fue jugador del Guillermo Brown.

## Clubes
| Club              | País      | Año         |
| ----------------- | --------- | ----------- |
| Yupanqui          | Argentina | 2008 - 2009 |
| Deportivo Muñiz   | Argentina | 2010        |
| Centro Español    | Argentina | 2011        |
| Germinal          | Argentina | 2012 - 2014 |
| Guillermo Brown   | Argentina | 2014 - 2015 |
| Atlético Trinidad | Argentina | 2015        |
| Huracán (Trelew)  | Argentina | 2015 - 2016 |
| Guillermo Brown   | Argentina | 2016 - 2017 |